# エリック・ニアンダー
エリック・ニアンダー（Erik Neander）は、MLB・タンパベイ・レイズのゼネラルマネージャー （GM）（2016年11月 - ）。

## 来歴
ニューヨーク州オチゴ郡オネオンタ生まれで、自身も高校時代に野球を外野手としてプレーしていた。バージニア工科大学出身であり、卒業後の2007年にインターンとしてタンパベイ・デビルレイズ（2008年よりレイズ）のフロント入りし、以来レイズ一筋で主に分析部門や戦略部門を担当する。
2014年10月にチェイム・ブルームと共に野球編成部門責任者に昇進し、同職を2年間務めた。2016年11月には前述のブルームと共に野球部門最高責任者（上級副社長待遇）となり、ニアンダーはGMを担当することとなった。